# Sint-Catharinakerk (Ulestraten)
De Sint-Catharinakerk is een kerkgebouw in Ulestraten, in de Nederlands Zuid-Limburgse gemeente Meerssen. Het gebouw is op een breed plateau in een heuvel gelegen. Ze ligt midden in het dorp aan een plein en aan een kruising van de doorgaande weg van Meerssen naar Oensel/Schimmert en de Dorpstraat naar Genzon.
Het gebouw bestaat uit een zuidwesttoren met ingesnoerde naaldspits, een driebeukig schip met vijf traveeën en een koor van twee traveeën. De kerk is in 1904 in baksteen opgetrokken in neogotische stijl naar het ontwerp van architect Caspar Franssen. Het gebouw is volledig overwelfd met kruisribgewelven rustend op schalken.
Het kerkgebouw is een rijksmonument en gewijd aan Heilige Catharina.

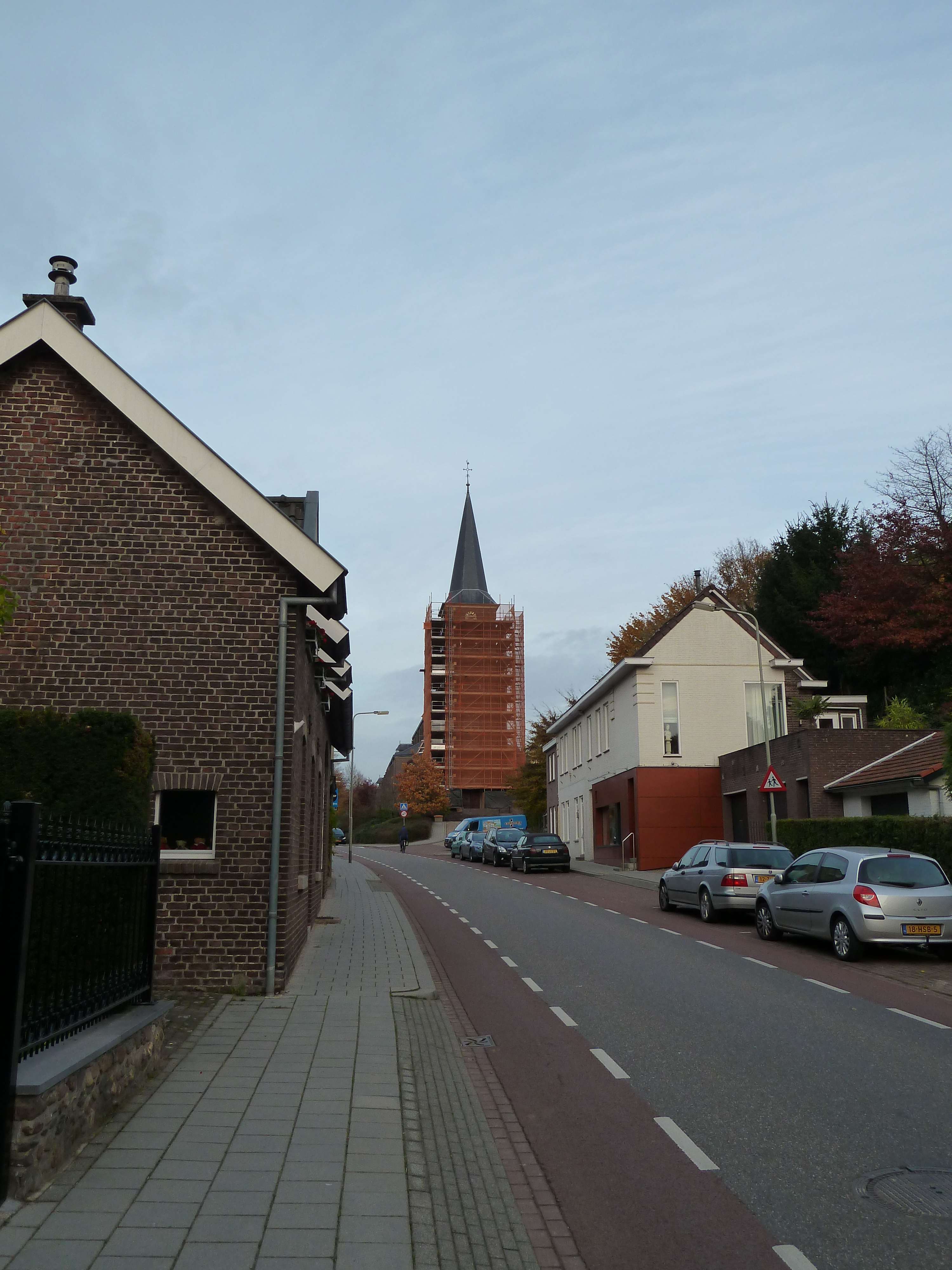
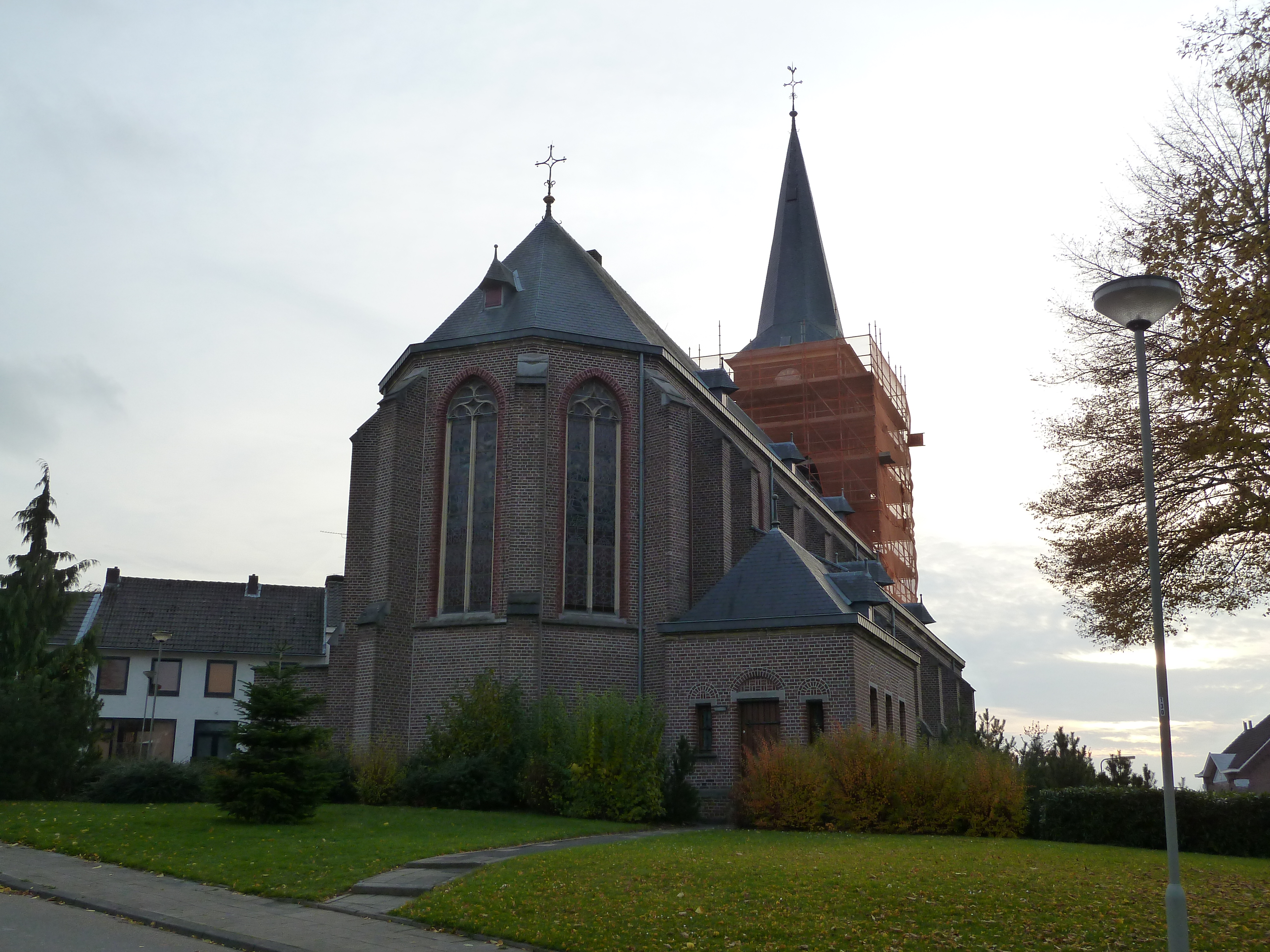
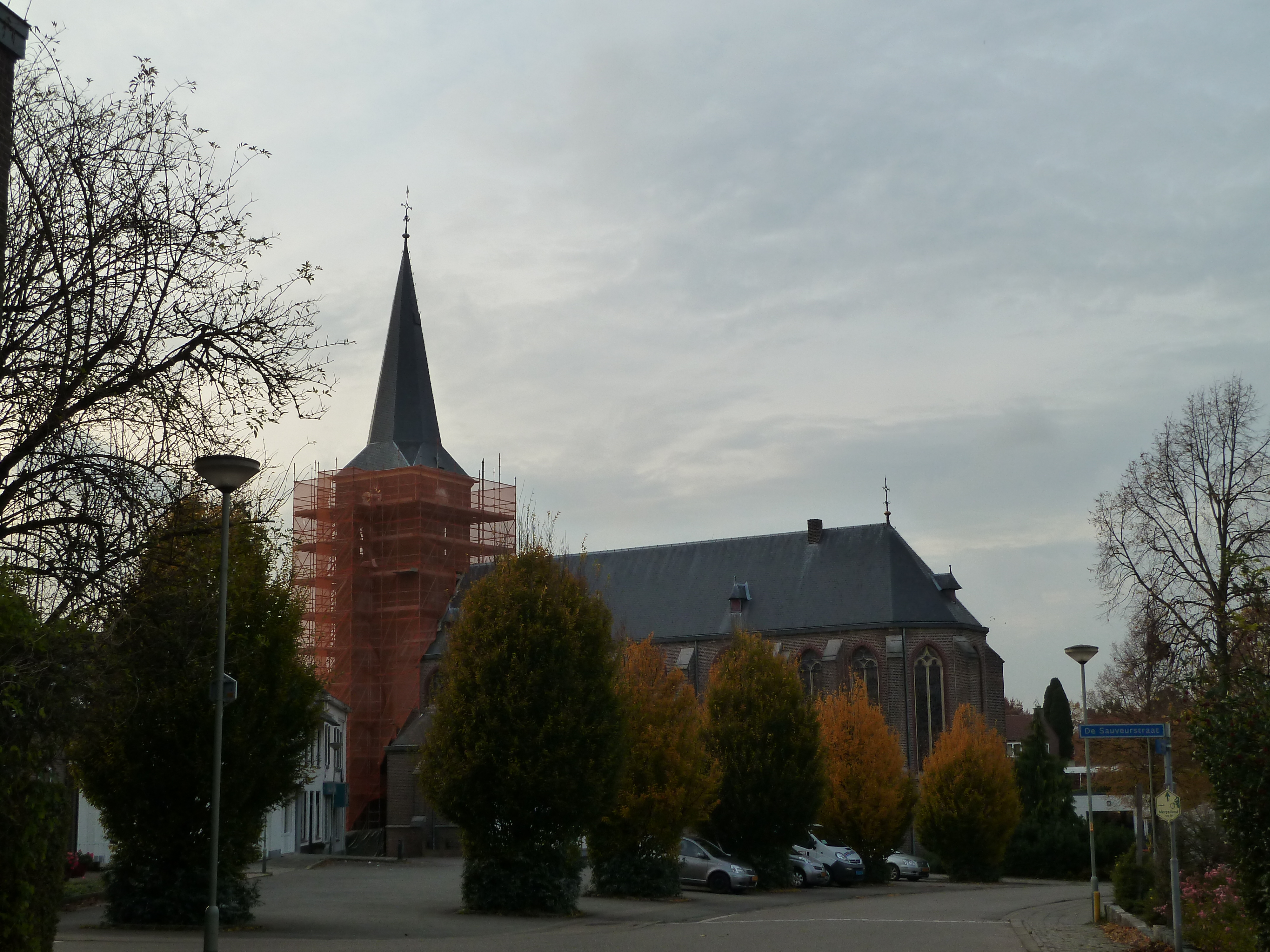